# Championnats du monde de beach-volley 1997
Navigation
Marseille 1999
Les championnats du monde de beach-volley 1997, première édition des championnats du monde de beach-volley, ont lieu du 10 au 13 septembre 1997 à Los Angeles, aux États-Unis. Ils sont remportés par les paires brésiliennes constituées de Rogerio Ferreira et Guilherme Marques chez les hommes et de Sandra Pires et Jackie Silva chez les femmes.